# Amphiprion sebae
Amphiprion sebae és una espècie de peix de la família dels pomacèntrids i de l'ordre dels perciformes.

## Morfologia
- Els mascles poden assolir 16 cm de llargària total.[2][3]

## Hàbitat
Viu en zones de clima tropical (24°N-11°S), associat als esculls de corall, a 2-25 m de fondària i en simbiosi amb l'anemone Stichodactyla haddoni.

## Distribució geogràfica
Es troba a l'oceà Índic: Península Aràbiga, Índia, Sri Lanka, Maldives, les Illes Andaman i Indonèsia (Sumatra i Java).